# ジュディ・テガート
ジュディ・テガート・ドールトン（Judy Tegart Dalton, 1937年12月12日 - ）は、オーストラリア・メルボルン出身の女子テニス選手。1968年のウィンブルドン選手権女子シングルス準優勝者。フルネームは Judith Anne Marshall Tegart Dalton （ジュディス・アン・マーシャル・テガート・ドールトン）というが、愛称の「ジュディ」でよく知られている。彼女は優れたダブルス選手として、すべての4大大会で女子ダブルスのタイトルを獲得し、女子ダブルス8勝・混合ダブルス1勝を挙げた。1968年ウィンブルドン準優勝の時はまだ旧姓の「ジュディ・テガート」であったが、1969年にイギリス人医師のデビッド・ドールトン（David Dalton）と結婚した。
ジュディ・テガートの家族は、父親はアイルランドのサッカー元代表選手で、母親はスコットランド人であった。テガートは1957年から全豪選手権に出場を始め、1962年に初めて女子シングルスの8強に進出した。この年から、テガートは他の4大大会にも活躍の場を広げる。1964年全豪選手権で、テガートはレスリー・ターナーとペアを組み、女子ダブルス初優勝を果たす。1963年から始まった女子テニス国別対抗戦「フェデレーション・カップ」（現在の名称はフェドカップ）で、テガートは第3回大会の1965年からオーストラリアの代表選手になった。1966年は全豪選手権の混合ダブルス部門でトニー・ローチとコンビを組んで優勝した後、全仏選手権の女子ダブルスでマーガレット・スミスと組み、この大会では唯一のタイトルを獲得した。1967年はターナーとのペアで3年ぶり2度目の全豪選手権女子ダブルス優勝があり、ウィンブルドン選手権で初のベスト8に入る。この頃までは、テガートはオーストラリアの優秀なダブルス選手としての知名度はあったが、世界的な舞台での好成績は少なかった。
ジュディ・テガートが世界的な知名度を獲得したのは、1968年のウィンブルドン決勝進出がきっかけだった。テニス界はこの年から「オープン化」という措置を取り、プロテニス選手の4大大会出場を解禁した。「オープン化制度」のもとで実施された最初のウィンブルドン選手権において、テガートは第7シードから勝ち進み、準々決勝でマーガレット・スミス・コート夫人、準決勝で全仏オープン優勝者のナンシー・リッチーを破り、初めての4大大会シングルス決勝進出を果たした。決勝戦ではビリー・ジーン・キング夫人に 7-9, 5-7 で敗れ、テガートの初優勝はならなかった。彼女のシングルス成績は、その後1971年ウィンブルドンのベスト4があるが、ここではコート夫人に敗れて決勝進出を逃している。
ジュディ・テガートは1969年、イギリス人医師のデビッド・ドールトンと結婚し、その後は2つの姓を併用して「ジュディ・テガート・ドールトン」と名乗るようになった。結婚後のドールトンは、女子ダブルスでマーガレット・スミス・コート夫人とペアを組むことが多くなり、2人は1969年に「全豪オープン」とウィンブルドンで女子ダブルス年間2冠を獲得した。1970年の「全米オープン」において、ドールトンとコート夫人は女子ダブルス決勝でロージー・カザルス＆バージニア・ウェード組を 6-3, 6-4 で破って初優勝を果たす。この優勝により、ドールトンはすべての4大大会で女子ダブルスのタイトルを獲得する「キャリア・グランドスラム」を達成した。パートナーのコート夫人は、この年に女子テニス史上2人目の「年間グランドスラム」達成者になり、全米オープンでは「ハットトリック」（女子シングルス・女子ダブルス・混合ダブルスの3部門制覇）も成し遂げた。
1971年の全米オープンでは、ドールトンは女子ダブルスでロージー・カザルスとペアを組み、ここで最後の4大大会女子ダブルス優勝を飾った。これでドールトンのダブルス・タイトルは、レスリー・ターナーと組んだものが2つ（1964年・1967年全豪選手権）、マーガレット・コート夫人と組んだものが5つ、最後がカザルスとのペアで、総計「8勝」になった。ドールトンは1970年に「プロテニス選手」となり、最後は1977年12月の全豪オープンでイボンヌ・グーラゴングとの準々決勝に進んでいる（1977年の全豪オープンは、年頭の1月開催と年末の12月開催の2度行われた）。
ダブルスの名手として長く活躍したドールトンは、1978年に38歳で現役を引退した。

## 4大大会ダブルス優勝
- 全豪選手権　女子ダブルス：4勝（1964年、1967年／1969年＆1970年）、混合ダブルス：1勝（1966年）　［1969年・1970年は「全豪オープン」となる］
- 全仏選手権　女子ダブルス：1勝（1966年）
- ウィンブルドン　女子ダブルス：1勝（1969年）　［女子シングルス準優勝：1968年］
- 全米オープン　女子ダブルス：2勝（1970年＆1971年）